# Čeperka
Čeperka (en allemand : Tscheperka) est une commune rurale du district et de la région de Pardubice, en République tchèque. Sa population s'élevait à 1 181 habitants en 2024.

## Géographie
Čeperka se trouve à 12 km au nord de Pardubice, à 10 km au sud-sud-ouest de Hradec Králové et à 96 km au nord-est de Prague.
La commune est limitée par Libišany au nord, par Opatovice nad Labem à l'est, par Hrobice à l'est et au sud, par Stéblová au sud, par Staré Ždánice à l'ouest, et par Podůlšany au nord-ouest.

## Histoire
La première mention écrite du village date de 1777.

## Galerie

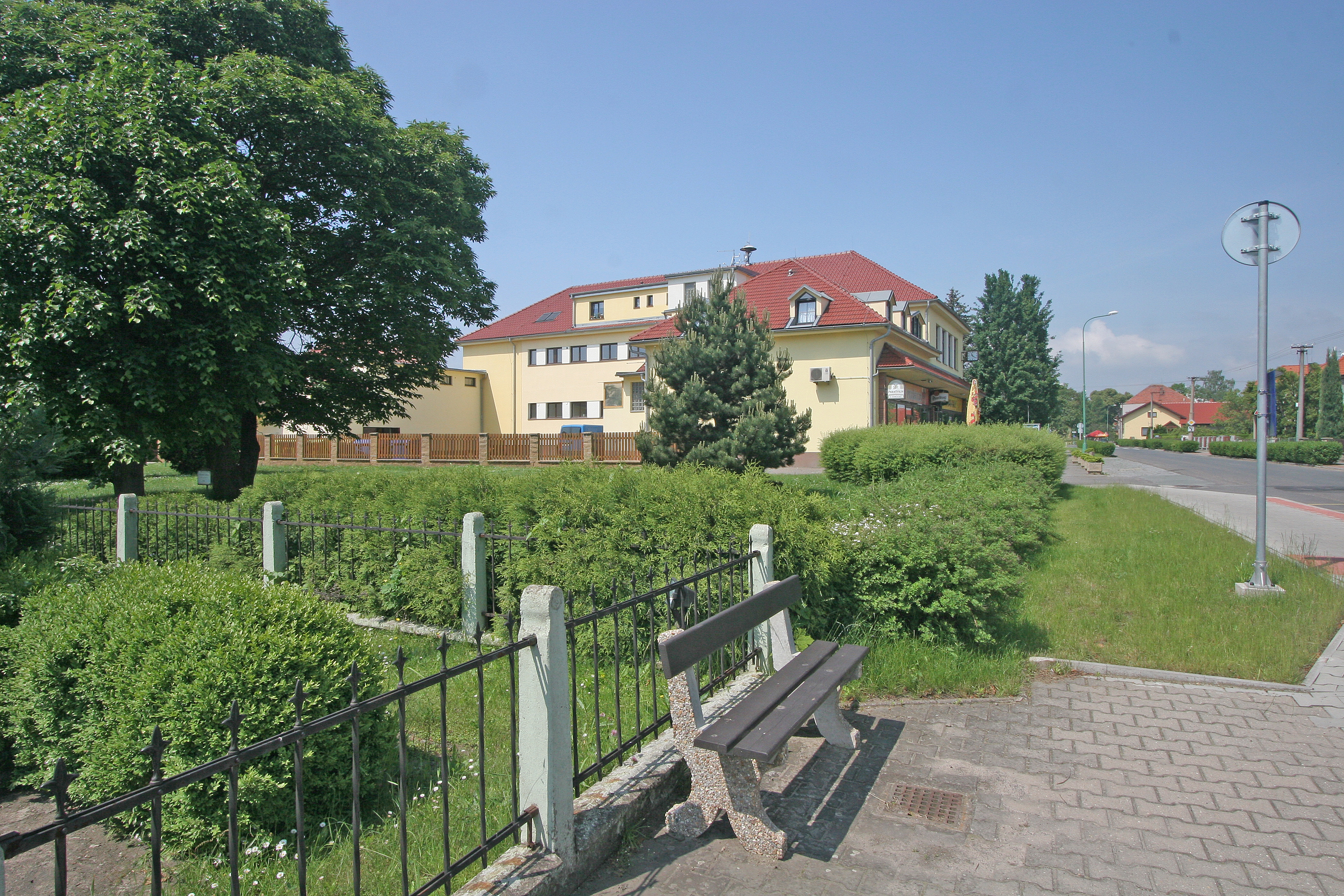
Čeperka : la mairie.
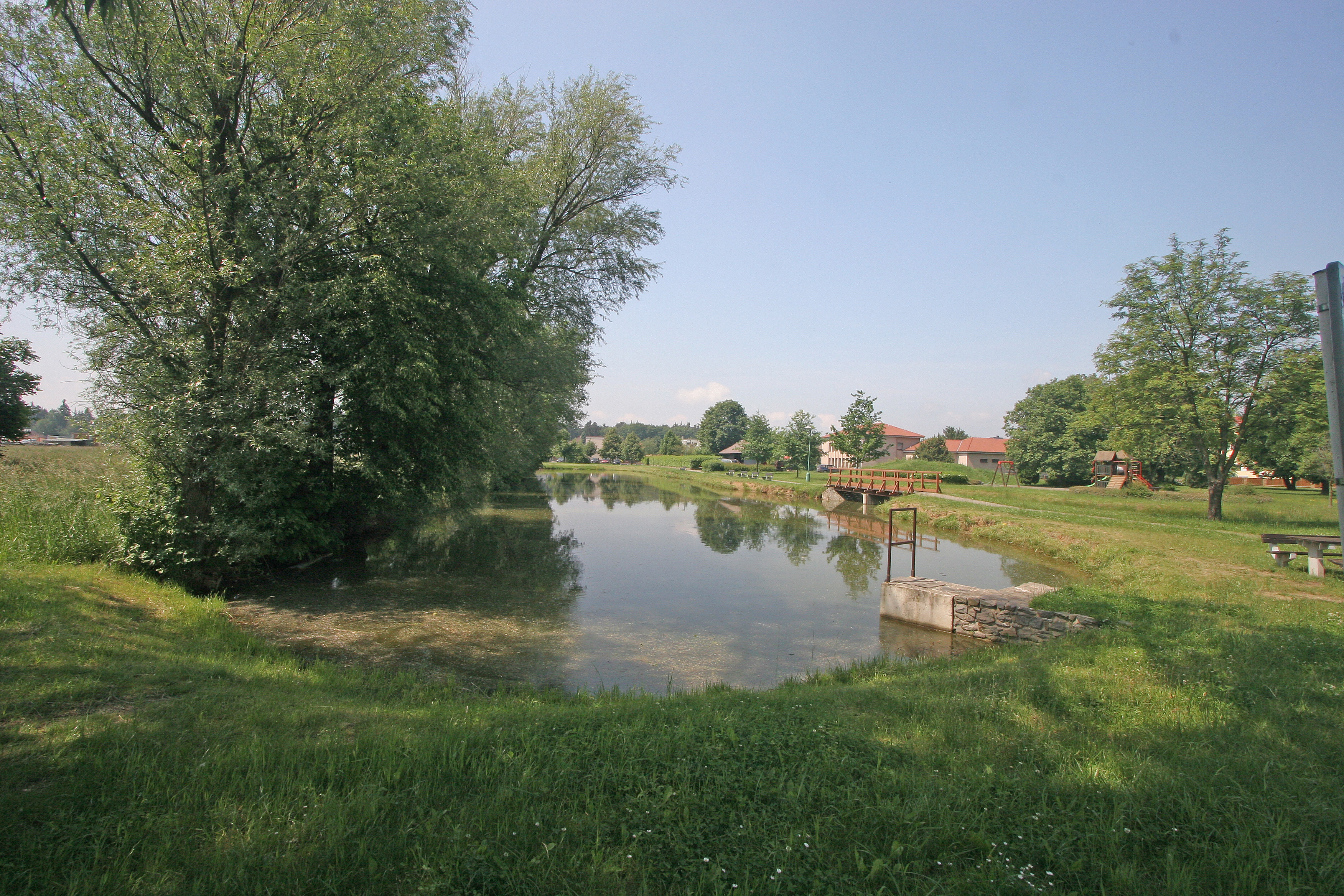
Étang à Čeperka.

## Transports
Par la route, Čeperka se trouve à 3 km de Opatovice nad Labem, à 13 km de Hradec Králové, à 13 km de Pardubice et à 112 km de Prague. 